# Coyoacán
Coyacán é uma demarcação territorial da Cidade do México, situada na parte central da capital mexicana. Possuía em 2015 uma população de 608.479 habitantes, distribuída em uma área de 54 km². Faz fronteira com Benito Juárez a norte; com Tlalpan e Xochimilco a sul; com Álvaro Obregón a oeste; e com Iztapalapa a leste.
O nome Coyoacán vem da língua náuatle, resultado da combinação dos vocábulos coyótl (coiote), hua (partícula possessiva) e can (partícula locativa), que juntos significam lugar de coiotes. Os astecas, no passado, deram o nome Coyoacán a uma aldeia pré-hispânica na margem sul do Lago de Texcoco, posteriormente dominada pelo povo tepaneca. Contra a dominação asteca, Hernán Cortés usou a área como sede durante a conquista espanhola do Império Asteca e fizeram dela a primeira capital da Nova Espanha, entre 1521 e 1523.
Coyoacán possui uma alta concentração de infraestrutura cultural e turística. Na demarcação territorial, situam-se sedes de instituições de ensino do México, como a Universidad Nacional Autónoma de México (UNAM) e a Universidade Autónoma Metropolitana (UAM). Também localizam-se em Coyoacán recintos como: o Museo Nacional de las Intervenciones; o Museo Anahuacalli; o Museo Nacional de la Acuarela; o Museo Casa de León Trotsky; o Museo del Automóvil; o Museo Frida Kahlo; o Museo Universitario de Arte Contemporáneo; e o Centro Cultural Universitario.
A parte mais alta da localidade corresponde ao Cerro Zacatépetl, localizado no sudoeste da demarcação, onde também se encontra a zona Los Pedregales. Todo o território coyoacanense é urbanizado, mas em seu interior situam-se importantes zonas verdes como a Reserva Ecológica do Pedregal de San Ángel, os Viveros de Coyoacán e a Cidade Universitária da UNAM, declarada em 2007 como patrimônio da humanidade pela UNESCO.
O centro histórico de Coyoacán é um dos bairros intelectuais e boêmios da capital mexicana. Além disso, numerosos personagens públicos nacionais e estrangeiros — artistas, intelectuais e políticos — tiveram sua residência nos bairros de Coyoacán.

## Transportes

### Metrô da Cidade do México
Coyoacán é atendida pelas seguintes estações do Metrô da Cidade do México:
- Copilco
- General Anaya
- Mexicaltzingo
- Miguel Ángel de Quevedo
- Tasqueña
- Universidad
- Viveros-Derechos Humanos

### VLT da Cidade do México
Coyoacán é atendida pelas seguintes estações do VLT da Cidade do México:
- Ciudad Jardín
- El Vergel
- Estadio Azteca
- La Virgen
- Las Torres
- Nezahualpilli
- Registro Federal
- Tasqueña
- Textitlán
- Xotepingo